# هانتسویل (کارولینای شمالی)
هانتسویل (به انگلیسی: Huntsville) یک منطقهٔ مسکونی در ایالات متحده آمریکا است که در شهرستان یادکین، کارولینای شمالی واقع شده‌است.